# Hibonit
Hibonit – rzadki minerał z podgrupy hibonitów, należący do grupy magnetoplumbitów.
Nazwa pochodzi od odkrywcy tego minerału, Paula Hibona, który znalazł go na Madagaskarze w 1956 roku.

## Właściwości
We składzie chemicznym wapń może być zastąpiony niewielką ilością lantanowców (Ce), a glin – magnezem lub tytanem. ma wykształcenia słupkowe lub grubotabliczkowe, tworzy kryształy wrosłe i narosłe. Jest minerałem półprzezroczystym do nieprzezroczystego. Nie tworzy form bliźniaczych oraz nie wykazuje luminescencji. Jest lekko radioaktywny. Ma pleochroizm brązowo-szary lub szary.

## Występowanie
Występuje zazwyczaj w marmurach, rzadko w meteorytach, spotykany również w gnejsach i zmetamorfizowanych wapieniach, piroksenach i granulitach, znajdowany w aluwiach. Znajdowany w skałach metamorficznych na Madagaskarze. Towarzyszą mu najczęściej torianit, korund, spinel, kalcyt, flogopit, kalcyt i diopsyd.  

## Miejsce występowania
Poza Madagaskarem i Birmą (region Mandalaja) został odnaleziony w kilku innych lokalizacjach m.in. w Rosji, Tanzanii, Indiach, na Ukrainie, we Francji, Włoszech, w Stanach Zjednoczonych oraz na Antarktydzie. 

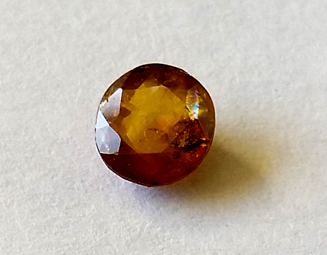
oszlifowany okaz z Mogoku